# Vinišće
Vinišće är en ort i Kroatien.   Den ligger i länet Dalmatien, i den södra delen av landet, 260 km söder om huvudstaden Zagreb. Vinišće ligger 2 meter över havet och antalet invånare är 851.
Terrängen runt Vinišće är kuperad norrut, men söderut är den platt. Havet är nära Vinišće åt sydost.  Närmaste större samhälle är Trogir, 11,4 km öster om Vinišće. 